# Willy Scheel
Johannes Karl Hermann Willy Scheel (geboren am 29. September 1869 in Berlin; gestorben am 30. März 1929) war ein deutscher Pädagoge, Philologe und Schulbuchautor.

## Leben
Nach dem Abitur am Friedrich-Wilhelms-Gymnasium in Berlin studierte Willy Scheel Deutsche und Klassische Philologie sowie Geschichte an den Universitäten Berlin, Tübingen und Marburg. In Marburg wurde er 1891 mit der Arbeit Beiträge zur Geschichte der neuhochdeutschen Gemeinsprache in Köln bei Edward Schröder promoviert. Die Arbeit erschien 1893 in erweiterter Form unter dem Titel Jaspar von Gennep und die Entwicklung der neuhochdeutschen Schriftsprache in Köln.

Am 30. Juni 1893 bestand er das examen pro facultate docendi, den Vorläufer des Staatsexamens für Gymnasiallehrer. Es folgte ein kurzes Volontariat an der Königlichen Bibliothek zu Berlin, bevor er zum 1. Oktober 1893 beim Kaiser Franz Garde-Grenadier-Regiment Nr. 2 seinen Militärdienst antrat, den er bis zum 30. September 1894 ableistete. Als Hilfsarbeiter kehrte Willy Scheel anschließend bis zum 1. Juli 1895 an die Berliner Bibliothek zurück, bevor er zum 1. Oktober 1895 sein Seminarjahr am Königliches Wilhelms-Gymnasium antrat und im Anschluss zum 1. Oktober 1896 sein Probejahr am Ascanischen Gymnasium in Berlin antrat. Vom 1. Oktober 1897 bis zum 31. März 1898 war er als Hilfslehrer am Friedrich-Wilhelms-Gymnasium, ab 1. April 1898 als Hilfslehrer am Gymnasium Steglitz angestellt. Dort wurde er am 1. April 1899 zum Oberlehrer befördert, unterrichtete dort bis zum 31. März 1909, um dann als Direktor die Leitung des Realgymnasiums in Nowawes zu übernehmen. Zu seinen Schülern in Nowawes gehörte der deutsch-amerikanische Fotograf und Archäologe Ernst Nathan, der ihm seine 1916 publizierte Studienarbeit „Ausgrabungen und Inschriften als Erläuterungen ausgewählter Stellen des Horaz“ zueignete.
Willy Scheel forschte insbesondere zur Entwicklung der neuhochdeutschen Schriftsprache, gab die Grammatik des Albert Ölinger, eines deutschen Grammatikers des 16. Jahrhunderts, heraus und publizierte zusammen mit Johannes Bolte das Werk Jörg Wickrams. Mit Josef Kohler edierte er die kritische Ausgabe der  Constitutio Criminalis Carolina in vier Bänden, bis heute grundlegend für die Beschäftigung mit dieser Rechtsquelle der frühen Neuzeit.

## Publikationen (Auswahl)
- Jaspar von Gennep und die Entwicklung der neuhochdeutschen Schriftsprache in Köln (= Westdeutsche Zeitschrift für Geschichte und Kunst. Ergänzungsheft 8). Lintz, Trier 1893 (Digitalisat).
- Die deutsche Grammatik des Albert Ölinger. Niemeyer, Halle an der Saale 1897 (Digitalisat).
- Hrsg. mit Josef Kohler: Die Carolina und ihre Vorgängerinnen. Text, Erläuterung, Geschichte. Vier Bände. Verlag der Buchhandlung des Waisenhauses, Halle an der Saale 1900–1915.
- Lesebuch aus Gustav Freytags Werken: ein Hilfsbuch für den deutschen und geschichtlichen Unterricht an höheren Lehranstalten. Ausgewählt und eingeleitet von Willy Scheel. Weidmannsche Buchhandlung, Berlin 1901.
- Johann Freiherr zu Schwarzenberg. Guttentag, Berlin 1905 (Digitalisat).
- Neuhochdeutsche Sprachlehre. 2. Band. Winter, Heidelberg 1908 (Digitalisat).
- als Herausgeber mit Johannes Bolte: Georg Wickrams Werke. Sechs Bände. Litterarischer Verein in Stuttgart, Tübingen 1901–1906.
- Das Lichtbild und seine Verwendung im Rahmen des regelmäßigen Schulunterrichts. Wissenschaftliche Beilage zum Jahresbericht des Gymnasiums zu Steglitz. Klinkhardt, Leipzig 1908.
- Bilder aus Deutsch-Ostafrika (= Sammlung belehrender Unterhaltungsschriften für die deutsche Jugend. Band 30). Paetel, Berlin 1909.
- Deutschlands Kolonien in achtzig farbenphotographischen Aufnahmen. Verlaganstalt für Farbenphotographie Weller & Hüttich. Berlin 1912 (3 Auflagen).